# Alison Drummond
Alison Edith Hilda Drummond (* 22. Januar 1903 in Waitekauri, Waikato, Neuseeland; † 3. Juli 1984 in Auckland, Neuseeland) war eine neuseeländische Autorin, Historikerin und Herausgeberin.

## Frühes Leben
Alison Edith Hilda Craig wurde am 22. Januar 1903 als Tochter und ältestes von sechs Kinder der Eheleute Hilda Johnstone Gudgeon und dem Arzt und Chirurg George Craig in Waitekauri, der Region Waikato geboren. Sie war die Großnichte von dem Ethnografen, Elsdon Best. 1914 zog die Familie nach Auckland und ließ sich im Stadtteil Devonport nieder. Dort besuchte Drummond bis 1919 die Diocesan High School for Girls und schloss danach eine Ausbildung als Krankenschwester am Karitāne Hospital and Mothercraft Home an.

## Ehe
Am 30. November 1935 heiratete Drummond in dem Ort Morrinsville, wo sie schon bereits 1922 hingezogen war, den Landwirt Leo Roderick Drummond und nahm seinen Namen an. Sie betrieben eine Farm in Gordonton, die rund 19 km westlich von Morrinsville und rund 12 km nördlich des Stadtzentrums von Hamilton lag. Aus der Ehe gingen zwei Söhne hervor.

## Arbeit als Schriftstellerin
Drummond fing an für die lokale Dramatic Society Theaterstücke zu schreiben und gewann einen Wettbewerb in Kurzgeschichten in den Weekly News der Stadt Auckland. Nach einigen Erfolgen wurde sie Mitglied der New Zealand Women Writers’ and Artists’ Society. Bedingt durch ihren Großvater mütterlicherseits entwickelte Drummond bereits im Alter von 16 Jahren ein Interesse an der neuseeländischen kolonialen Sozialgeschichte und schrieb erst rund vierzig Jahre später mit „Married & gone to New Zealand“ ein Buch zu dem Thema. Für ihre Recherche reiste sie mit ihrem Mann durch das Land und sammelten Daten über Journale, Tagebücher und Briefe von Pionierinnen aus den 1840er und 1850er Jahren. Ihr nächstes Bucht handelte von 100 Jahre Besiedlung der Region und wurde 1964 unter dem Titel „Early days in the Waikato“ veröffentlicht. In dem Werk „At home in New Zealand“ aus dem Jahr 1967 beschäftigte sie sich ebenfalls mit dem Leben im neunzehnten Jahrhundert in Neuseeland und ihre Veröffentlichung im School Journal unter dem Titel „Children of the Country“, die im selben Jahr erschien, war ihr das Leben der Kinder, ihre Arbeit, ihr Spiel, ihre Schulzeit und ihre Abenteuer jener Tage, wichtig zu thematisieren.
1967 zog Drummond mit ihrem Mann zurück nach Auckland, wo sie sich in der Kawakawa Bay, rund 36 km ostsüdöstlich des Stadtzentrum niederließen. Im selben Jahr im September verstarb ihr Mann. Drummond engagierte sich darauf in der örtlichen Gemeinde, half bei der Gründung einer Bibliothek sowie eines Rotkreuzvereins und setzte ihre literarische Arbeit fort. Ihr Interesse fiel auf den hervorragender Tagebuchschreiber Reverend Vicesimus Lush, einem Erzdiakon von Waikato aus dem neunzehnten Jahrhundert. Seine Tagebücher enthielten viele Einzelheiten über sein kirchliches, häusliches und soziales Leben sowie zu öffentlichen und religiösen Persönlichkeiten jener Tage. Drummond arbeitete sich über Jahre hindurch durch die Unmenge an Daten und versuchte in ihren Werken einen kohärenten Text zu erstellen. So veröffentlichte sie mit großem zeitlichen Abstand 1971 die Auckland-Journale, die einen Zeitraum von 1850 bis 1863 abdeckten, 1975 die Thames-Journale, die sich auf die Jahre 1864 bis 1868 beziehen und 1982 die Waikato-Journale, die den Zeitraum von 1864 bis 1868 und von 1881 bis 1882 erfassten.
Alison Edith Hilda Drummond verstarb am 3. Juli 1984 im Alter von 81 Jahren in Manurewa einem Stadtteil von Auckland.

## Werke
- Married & gone to New Zealand. Paul's Book Arcade, Hamilton 1960 (englisch).
- Early days in the Waikato. Paul's Book Arcade, Hamilton 1964 (englisch).
- At home in New Zealand. Paul's Book Arcade, Hamilton 1967 (englisch).
- Children of the country. In: School Journal. Volume 4, No. 1, 1967 (englisch).

- The Auckland Journals of Vicesimus Lush, 1850–63. In: Alison Drummond (Hrsg.): Pegasus Press. Christchurch 1971 (englisch).
- The Thames Journals of Vicesimus Lush, 1864–68. In: Alison Drummond (Hrsg.): Pegasus Press. Christchurch 1975 (englisch).
- The Waikato Journals of Vicesimus Lush, 1864-8 1881-2. In: Alison Drummond (Hrsg.): Pegasus Press. Christchurch 1978 (englisch).

## Weblink
- Esther Irving: Alison Drummond, 1960. In: Te Ara – the Encyclopedia of New Zealand. Ministry for Culture & Heritage, abgerufen am 3. März 2025 (englisch, Foto).